# NGC 1813
NGC 1813 је расејано звездано јато у сазвежђу Трпеза које се налази на NGC листи објеката дубоког неба.
Деклинација објекта је - 70° 19' 5" а ректасцензија 5h 2m 40,4s. Привидна величина (магнитуда) објекта NGC 1813 износи 12,8 а фотографска магнитуда 12,1. NGC 1813 је још познат и под ознакама ESO 56-SC50.